# オランダイチゴ属
オランダイチゴ属（オランダイチゴぞく、学名: Fragaria）は、バラ科に分類される顕花植物の属の一つ。一般的にイチゴとして知られている。オランダイチゴ属には、20以上の記載種、多くの雑種および栽培品種がある。商業的に育てられている最も一般的なイチゴは、Fragaria × ananassaとして知られている交雑種のオランダイチゴの栽培品種である。イチゴの味は、栽培品種によって様々であり、極めて甘いものからより酸っぱいものまである。イチゴは重要な商業果物であり、世界の全ての温暖な地域で広く栽培されている。

## 解説
イチゴは植物学的なベリー（漿果）ではない。果実の果肉部は花托であり、誤って「種子」と呼ばれることのある部位は痩果である。
学名のFragariaは古ラテン語で野イチゴを意味する「fragum」に由来する。

## 分類
世界中には20を越える異なるオランダイチゴ属の種が存在する。多くのその他の種も提唱されてきたが、これらの一部は現在は亜種として認識されている。イチゴの分類の鍵は、染色体の数の違いであると認識されている。全ての種には共通の7種類の染色体が存在する。しかし、これらの種は異なる倍数性
を示す。2対（2組7本）の染色体（合わせると14本）を持つ2倍体種もあれば、4倍体（28本）、6倍体（42本）、8倍体（56本）、10倍体（70本）も存在する。
（例外もあるが）大まかな規則では、より多くの染色体を持つ種がより丈夫であり、より大きな果実をつけ、より大きな植物体となる傾向がある。

### 2倍体種

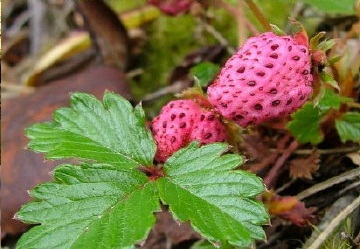
Fragaria daltoniana（ヒマラヤ）

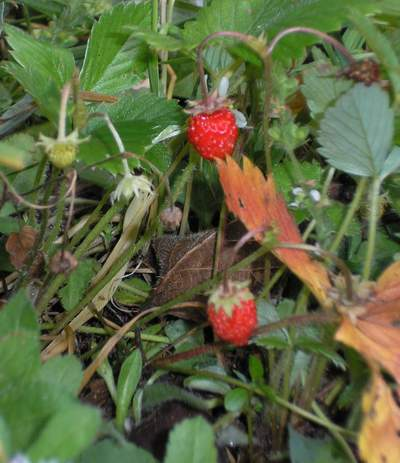
エゾヘビイチゴ (Fragaria vesca)（北半球）

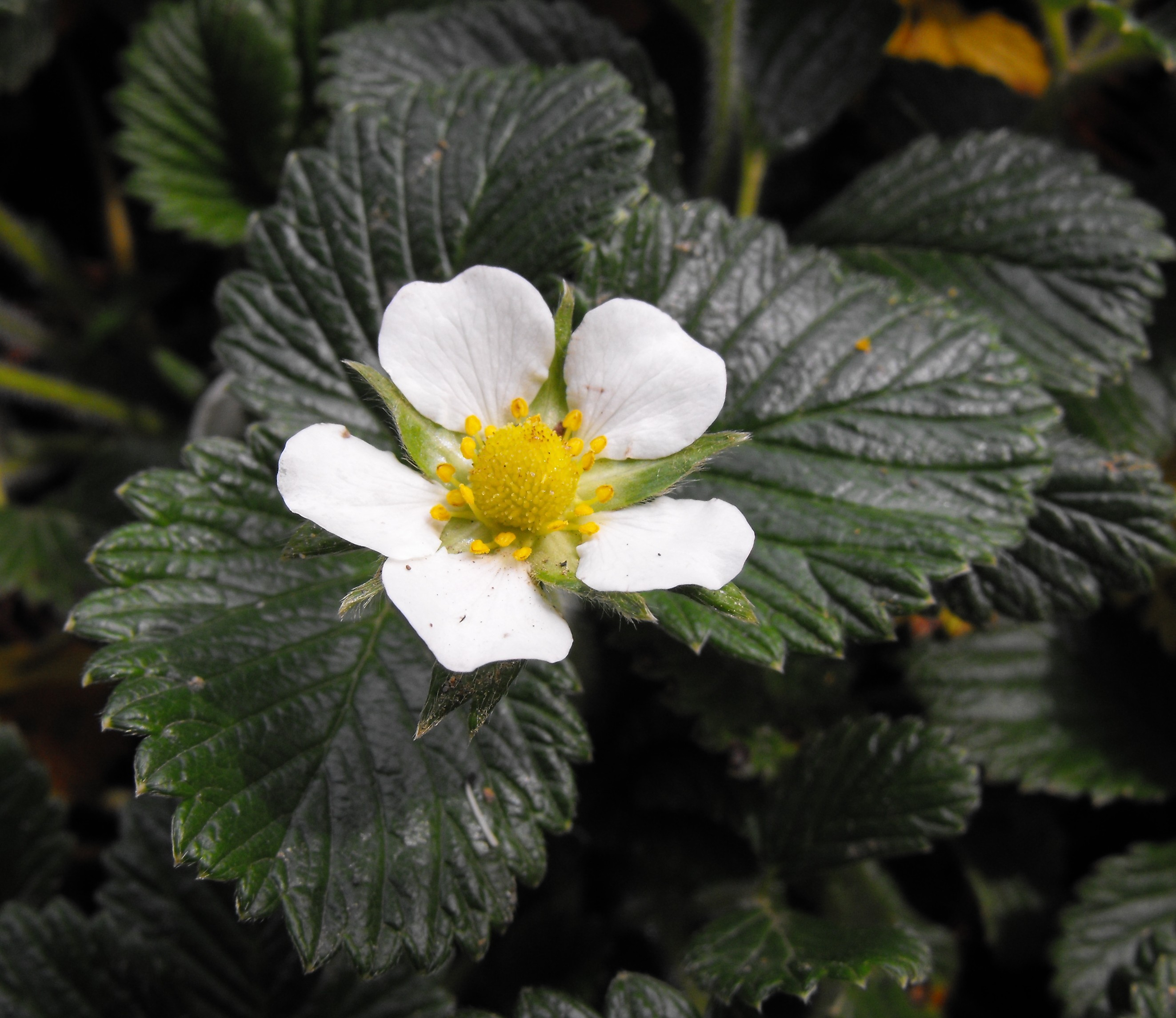
Fragaria nilgerrensis の花（アジア）

- Fragaria daltoniana J.Gay（ヒマラヤ）
- Fragaria iinumae Makino - ノウゴウイチゴ（ロシア東部、日本）
- Fragaria nilgerrensis Schltdl. ex J.Gay（南アジア、東南アジア）
- Fragaria nipponica Makino - シロバナノヘビイチゴ（日本）
  - Fragaria nipponica f. rosea（ベニバナヘビイチゴ）
  - Fragaria nipponica var. yakusimensis（ヤクシマシロバナヘビイチゴ）
- Fragaria nubicola（英語版） Lindl. ex Lacaita（ヒマラヤ）
- Fragaria vesca Coville - エゾヘビイチゴ（英語版）（北半球）
- Fragaria viridis（英語版） Duchesne （ヨーロッパ、中央アジア）
- Fragaria yezoensis H.Hara - エゾクサイチゴ（英語版） （北東アジア）

### 4倍体種
- Fragaria moupinensis（英語版）
- Fragaria orientalis

### 6倍体種
- Fragaria moschata（英語版） Duchesne - Musk strawberry（ヨーロッパ）

### 7倍体交雑種
- Fragaria × Potentilla hybrids（ピンクパンダ）

### 8倍体種および交雑種
- Fragaria × ananassa Duchesne ex Rozier -オランダイチゴ
- Fragaria chiloensis (L.) Mill.- チリイチゴ（アメリカ州西部）
  - Fragaria chiloensis subsp. chiloensis forma chiloensis
  - Fragaria chiloensis subsp. chiloensis forma patagonica（アルゼンチン、チリ）
  - Fragaria chiloensis subsp. lucida (E.Vilm. ex Gay) Staudt （ブリティッシュコロンビア州、ワシントン州、オレゴン州、カリフォルニア州海岸）
  - Fragaria chiloensis subsp. pacifica Staudt （アラスカ州、ブリティッシュコロンビア州、ワシントン州、オレゴン州、カリフォルニア州海岸）
  - Fragaria chiloensis subsp. sandwicensis Decne.) Staudt - ʻŌhelo papa（ハワイ）
- Fragaria iturupensis（英語版） Staudt - Iturup Strawberry（択捉島、千島列島）
- Fragaria virginiana Mill. -バージニアイチゴ（英語版）（北米）

### 10倍体交雑種
- Fragaria × vescana

## 生態学
チョウやガの多くの種がイチゴを餌とする。